# Indarjit Singh, Baron Singh of Wimbledon

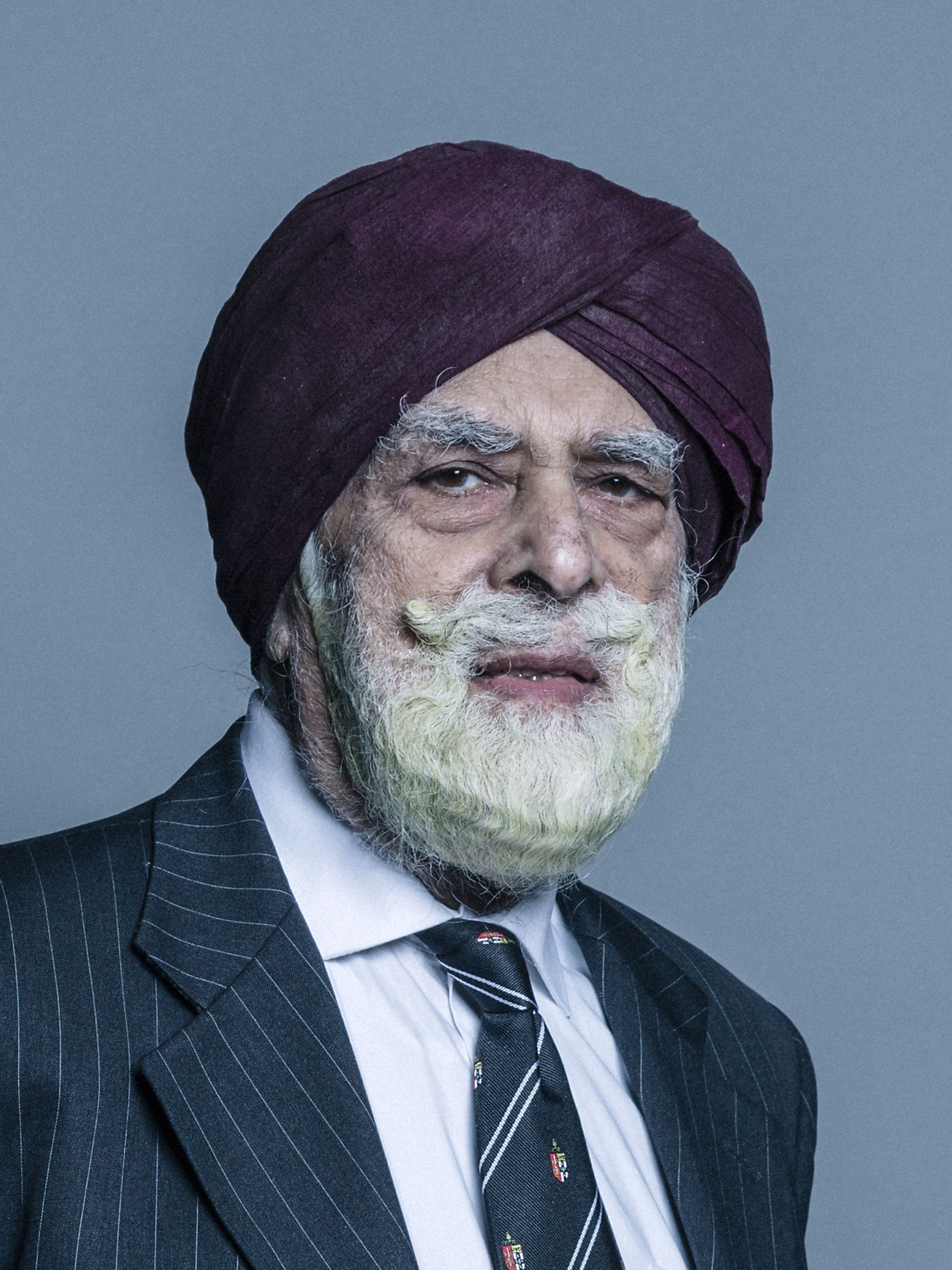
Indarjit Singh, Baron Singh of Wimbledon

Indarjit Singh, Baron Singh of Wimbledon, CBE (* 17. September 1932 in Rawalpindi, Britisch-Indien), manchmal als Inderjit Singh übersetzt, ist ein britischer Journalist und Moderator, ein prominenter britisch-asiatischer Aktivist in Sikh- und interreligiösen Angelegenheiten. Er ist Herausgeber des Sikh Messenger und bekannt als regelmäßiger Moderator des Thought for the Day-Segmentes von BBC Radio 4s Today programme und BBC Radio 2s Pause for Thought. Er schreibt auch Beiträge zu britischen und überseeischen Zeitungen und Journalen, darunter The Times, The Guardian und The Independent.

## Leben und Karriere
Singh wurde 1932 in Rawalpindi geboren und kam 1933 nach England. Er studierte Ingenieurwesen an der Birmingham University.
Zwischen 1955 und 1975 arbeitete er im Bergbau für das National Coal Board, für die Baufirma Costain als Minenmanager in Indien und in der kommunalen Verwaltung in London.
Seit 1993 ist er für die Sikh-Gemeinde tätig und ist wohl deren bekanntester Vertreter in Großbritannien.
Er war beratend tätig oder Mitglied von offiziellen Körperschaften, darunter der Commission for Racial Equality und des Advisory Council on Race Relations des Innenministers. Singh ist Direktor des Network of Sikh Organisations (UK) und repräsentiert regelmäßig die Sikh-Gemeinde bei öffentlichen Veranstaltungen, wie zum Beispiel dem Commonwealth Service und dem Remembrance Day Service beim Cenotaph in Whitehall, London.
Prinz Charles, die anglikanischen Bischöfe und die Metropolitan Police konsultierten ihn. Er ist eine prominente Persönlichkeit in der nationalen und internationalen Interreligiösen Bewegung (Interfaith Movement), Schirmherr (Patron) des World Congress of Faiths und Mitglied des (Executive Committee) des Inter Faith Network UK. Dort war er auch Gründungsmitglied und einer der Vorsitzenden (Co-Chair). Er war zur Hochzeit von Prinz William und Kate Middleton als Repräsentant des Sikh-Glaubens eingeladen. Bei der Krönung von König Charles überreichte er als Vertreter der Sikh-Gemeinschaft König Charles den Krönungshandschuh.

## Mitgliedschaft im House of Lords
Singh wurde am 12. Oktober 2011 als Baron Singh of Wimbledon, of Wimbledon in the London Borough of Merton, zum Life Peer ernannt und wurde dadurch Mitglied des House of Lords. Die offizielle Einführung ins Parlament erfolgte am 24. Oktober 2011 mit Unterstützung von Baroness Kennedy of The Shaws und Lord Carey of Clifton. Seine Antrittsrede im House of Lords hielt er am 1. Dezember 2011.

## Weitere Ämter
Seit 1976 ist Singh Berater (Consultant) des Home Office über die Seelsorge bei Sikhs im Strafvollzug. Er gehörte von 1981 bis 1984 dem Board of Visitors des Brixton Prison an. Von 1993 bis 1998 war er Mitglied des Medical Ethics Committee der British Medical Association.
1984 wurde Singh Friedensrichter (Justice of the Peace) von Wimbledon.
Er ist Ehrenherausgeber des Sikh Messenger, Vorsitzender (Chair) des Sikh Council for Interfaith Relations und Mitglied des Treuhandrates (Trustee) des World Congress of Faiths. Singh ist Mitglied des Religious Advisory Council UN Association, Inner Cities Religious Advisory Council des Department of the Environment, Transport and the Regions, Gene Therapy Advisory Committee und Central Religious Advisory Committee der BBC und Independent Broadcasting Authority.
Er hält regelmäßig Vorträge zu Rassenbeziehungen an der Maj University und anderen Institutionen in und außerhalb Großbritanniens. 1990 hielt er beim World Congress of Faiths die Sir Francis Younghusband Memorial Lecture.

## Ehrungen
Singh erhielt 1989 den Templeton Award für seine Dienste an der Spiritualität. 1991 erhielt er die Inter faith Medallion für Dienste am religiösen Rundfunk. 2004 wurde ihm gemeinsam mit Benjamin Zephaniah und Peter Donohoe die Ehrendoktorwürde eines Doctor of Laws von der University of Leicester verliehen.
Die University of Coventry verlieh ihm den Ehrentitel eines Honorary Doctor of Letters (Hon DLit).
Bei der People's Lord poll von BBC Radio 4 kam er auf den zweiten Platz hinter Bob Geldof. Im Rahmen der Birthday Honours 1996 wurde er als Officer des Order of the British Empire (OBE) ausgezeichnet und im Rahmen der New Year Honours 2009 zum Commander des Order of the British Empire (CBE) erhoben.
2006 wurde er in die The Independent's Good List aufgenommen. Er ist Mitglied der Institution of Mining Engineers. Er ist Chartered Engineer und Master of Commerce (MComm).